# Ellinsaari (ö i Södra Savolax)
Ellinsaari är en ö i Finland. Den ligger i sjön Varisvesi och i kommunen Heinävesi i den ekonomiska regionen  Nyslott  och landskapet Södra Savolax, i den sydöstra delen av landet, 300 km nordost om huvudstaden Helsingfors. Öns area är 0,8 hektar och dess största längd är 150 meter i sydöst-nordvästlig riktning.